# Josphat Ndambiri
Josphat Muchiri Ndambiri (12 februari 1985) is een Keniaanse langeafstandsloper.

## Loopbaan
Ndambiri werd vijfde op de 10.000 m tijdens de wereldkampioenschappen van 2007 in Osaka. Dit was tevens zijn eerste grote internationale wedstrijd. Samen met zijn landgenoten Martin Mathathi, Daniel Mwangi, Mekubo Mogusu, Onesmus Nyerere en John Kariuki liep hij de marathon in estafettevorm in 1:57.06.
In 2011 debuteerde Ndambiri op de marathon, door in Japan deel te nemen aan de marathon van Fukuoka. Hij won deze wedstrijd in 2:07.36.

## Persoonlijke records
Baan
| Onderdeel | Prestatie | Datum            | Plaats  |
| --------- | --------- | ---------------- | ------- |
| 1500 m    | 3.38,72   | 7 juli 2004      | Sapporo |
| 3000 m    | 7.42,98   | 27 augustus 2006 | Rieti   |
| 5000 m    | 13.05,33  | 3 juni 2005      | Tokio   |
| 10.000 m  | 26.57,36  | 3 mei 2009       | Fukuroi |

Weg
| Onderdeel      | Prestatie | Datum            | Plaats         |
| -------------- | --------- | ---------------- | -------------- |
| 10 km          | 28.11     | 19 februari 2010 | Ras al-Khaimah |
| 15 km          | 42.50     | 19 februari 2010 | Ras al-Khaimah |
| 20 km          | 57.52     | 19 februari 2010 | Ras al-Khaimah |
| halve marathon | 1:01.07   | 19 februari 2010 | Ras al-Khaimah |
| 30 km          | 1:29.42   | 4 december 2011  | Fukuoka        |
| marathon       | 2:07.36   | 4 december 2011  | Fukuoka        |

## Palmares

### 10.000 m
- 2007: 5e WK - 27.31,41

### halve marathon
- 2010: 7e Halve marathon van Ras al-Khaimah - 1:01.07

### marathon
- 2011:  marathon van Fukuoka - 2:07.36